# 김웅 (시사평론가)
김웅(金雄, 1970년 6월 8일~)은 지난날 KBS(한국방송공사)의 전직 보도 기자를 지낸 대한민국의 프리 랜서 언론인 출신의 시사평론가이고, 문학평론가 겸 소설가 출신의 보도언론방송인이자 문학인이다. 부인과의 사이에는 1남 1녀(맏아들과 막내딸)가 있다.
그가 집필한 주요 문학 작품 등으로는 장편 소설 《친구가 죽어서 기뻤다》 등이 있으며, 이토록 그는 고려대학교 문과대학 서어서문학과 재학 시절에는 김동명, 피천득, 김동리, 박목월, 정한숙 같은 작가 등의 문학집 등을 탐독하면서, 의외로 두루 두루 국문학 관련 분야에도 문학적인 영향을 받았다.

## 주요 이력
1970년 6월 8일(음력 5월 5일)에 전라북도의 전주시에서 태어났다. 1983년에 공립 전주국교와, 1986년에 사립 완산중학교를 거쳐, 1989년에 국립 전북대학교 사범대학 부설고등학교(졸업)를 나온 훗날에는 고려대학교 문과대학 서어서문학과(학사)를 나왔다.
로이터 서울지국, 경향신문 사회부를 거쳐 KBS 보도본부 정치부, 사회부, 2TV 뉴스팀, 시사제작국, 국제부 기자로 지내고 2009년 2월 12일자로써 KBS를 퇴사한 이후에는 이른바 프리랜서 기자로 활동함과 동시에, 미국으로의 재산 도피자 추적, 영어 원어민 교사 신원 검증, 조기 유학 등 교육 지원과 이민 지원 등을 대행해 주는, 이른바 증거 수집 전문 '라이언 앤 폭스 프라이빗 컨설팅'의 CEO 대표로 사업을 진행하였다.
현재는 시사 정치 유투버로 12.4만여명의 구독자가 있는 《'김웅기자 LIVE'》로 활동중이다.

## 주요 경력
- 1996년 BNSB(Bridge News Seoul Bureau) 거시경제 및 외환시장 담당 기자(1996년 7월)
- 1997년 로이터-통신 대한민국지사 서울지국 예하 재정경제원·재정경제부 출입 기자 재이직 입사(1997년 12월)
- 1999년 경향신문 편집국 사회부 기자 세번째 이적 입사(1999년 10월)
- 2005년 KBS 한국방송공사 기자 마지막 이직 입사(2005년 1월)
- KBS 한국방송공사 보도본부 정치부 기자
- KBS 한국방송공사 보도본부 사회부 기자
- KBS 2TV 뉴스팀 기자
- KBS 2TV 시사제작국 기자
- KBS 2TV 국제부 기자
- 미국 국무부 IVLP 연수
- Marquis Who's Who 등재
- 2009년 KBS 한국방송공사 기자 퇴사를 하고 프리 랜서 선언(2009년 2월)
- 라이언앤폭스 프라이빗 컨설팅 대표

## 저서

### 장편소설
- 《친구가 죽어서 기뻤다》
- 《손》